# Kastell Moos-Burgstall

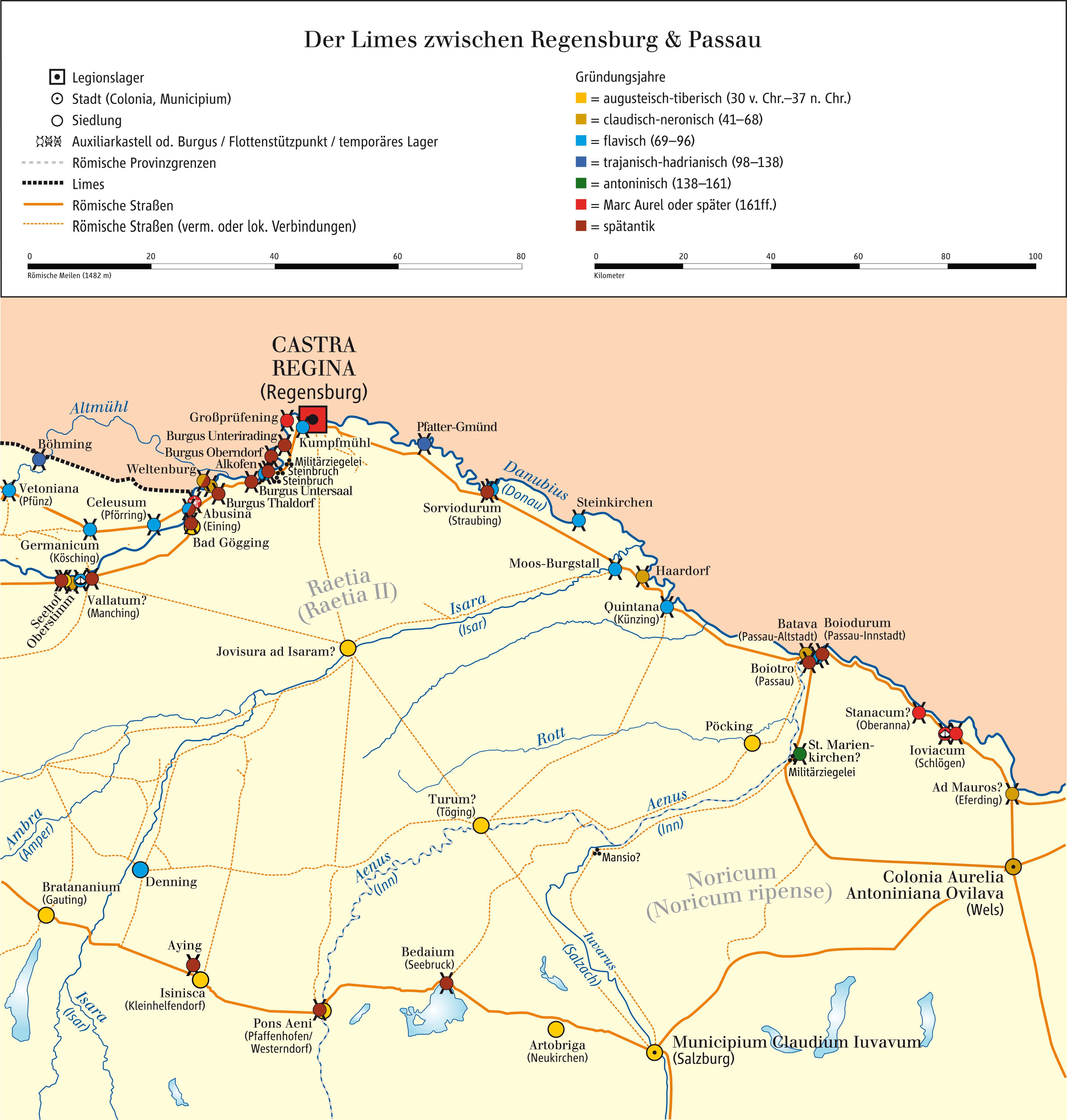
Der raetische Donaulimes

Das Kastell mit Vicus, Gräberfeld und anliegenden Straßentrassen

Das Kastell Moos-Burgstall ist ein römisches Militärlager im Weiler Burgstall der rund eineinhalb Kilometer südwestlich des Ortskerns der Gemeinde Moos im Landkreis Deggendorf in Niederbayern liegt. Die einst nahe an den Mündungsbereich von Isar und Donau herangeschobene Anlage fiel im Laufe der Jahrhunderte fast vollständig der fluviatilen Erosion zum Opfer. Die Hauptaufgabe der Garnison von Moos-Burgstall bestand darin, den Übergang der militärisch und wirtschaftlich bedeutenden Donausüdstraße über die Isar zu sichern. Der Donaulimes ist seit 2021 Bestandteil des UNESCO-Weltkulturerbes.

## Lage
Die Ausgräber fanden während der Untersuchungen am Kastell unter anderem auch Siedlungsspuren der jüngeren Urnenfelderzeit und der Spätlatènezeit. Die römischen Geometer vermaßen das geplante Auxiliarkastell auf dem nordwestlichen Sporn einer über dem Schotter der Isarauen liegenden Lössterrasse, die eine vor Überflutungen geschützte Hochfläche bildet. Die Ausrichtung der Anlage erfolgte zur Donau hin. Von diesem Standort aus war nicht nur die von Nordwesten herangeführte Donausüdstraße, mit ihrem nördlich des Kastells gelegenen Isarübergang bestens einsehbar, sondern das gesamte Umland. Die Soldaten der Garnison hatten zudem die kurz vor dem Flussübergang gelegene V-förmige Einmündung der am nördlichen Isarufer verlaufenden Isartalstraße mit der Donausüdstraße im Blick. Luftbildbefliegungen verdeutlichten den Archäologen die antike Situation. Im Geländerelief kann der einstige Unterlauf der Isar stellenweise nachvollzogen werden. Wie der Prähistoriker Rainer Christlein (1940–1983) nachweisen konnte, verlief das Bett des Flusses zur Zeit der Kastellgründung am unmittelbaren Rande der vor der Lössterrasse beginnenden Niederung. Die Isar floss mäandernd aus südwestlicher Richtung kommend an den überhöht liegenden Kastellplatz heran und an dessen Fuß unmittelbar nördlich vorbei. Heute bilden die fluviatilen Erosionen und Akkumulationen im Mündungsbereich der Isar ein Auenrelief, das sich als eine von Bodenwellen und Hügeln geprägte Landschaft manifestiert hat. Die seit der Antike stark verändert Geländetopographie zeigt alte Gerinnebettmuster, Abflussregime, Feuchtgebiete, und spätere natürliche und kulturelle Überformungen. Die Isar fließt nun rund vier Kilometer nördlich an dem Kastellplatz in einem durch die Flussregulierung geschaffenen Bett vorbei. Das Zentrum des einstigen Kastells befand sich nördlich der Ausgrabungsstelle, ungefähr an dem Platz, der heute von der Hofstelle besetzt wird, die den zu Moos gehörenden Weiler Burgstall bildet und rund zehn Meter unter dem römerzeitlichen Niveau liegt. Insgesamt hat der Fluss den vollständigen nordwestlichen Teil der Lösshochfläche abrasiert.

## Forschungsgeschichte
Die ersten Spuren einer römischen Präsenz auf dem bis heute landwirtschaftlich genutzten Bürgfeld kamen 1956 ans Licht. Die damals geborgenen Sigillaten waren rund 20 Jahre älter, als die im um 90 n. Chr. gegründeten Kastell Künzing geborgenen Stücke, was eine erste zeitliche Zuordnung ermöglichte. 1960/1961 konnte erstmals im Norden der westlichen Hangkante ein Spitzgraben beobachtet werden. Christlein ging nach seinen Untersuchungen zum römerzeitlichen Isarbett und der wichtigen Isartal- und Donausüdstraße im Jahr 1977 davon aus, dass wesentliche Teile des raetischen Straßennetzes bereits vor Gründung des Kastells Moos-Burgstall eingerichtet waren. Als die Fortifikation auf der Flur „Bürgfeld“ ergraben wurde, hatten Isarhochwässer, darunter insbesondere ein mittelalterliches Isarbett, durch den Einbruch und das Abtragen des Geländesporns fast den gesamten Kastellplatz zerstört.
Um ein Vergleichsmodell zur Größe und dem Verhältnis zum Kastell Künzing erstellen zu können, wurde eine erste Forschungsgrabung in der Zeit vom 18. September bis 17. Oktober 1978 angesetzt. Es folgte eine zweite Kampagne vom 8. August bis zum 3. November 1979 und eine dritte vom 24. März bis 28. Mai 1980. Die Untersuchungen fanden unter der Regie des damaligen Direktors der Römisch-Germanischen Kommission in Frankfurt am Main, Hans Schönberger (1916–2005) und der örtlichen Grabungsleitung durch seinen Techniker Heinz-Jürgen Köhler statt.

## Baugeschichte

Befundplan des Kastells; die nachrömischen Befunde wurden soweit möglich, aus diesem Plan herausgenommen

Das Kastell wurde in den späten Regierungsjahren des Kaisers Vespasian (69–79) oder unter Titus (69–79) errichtet. Schönberger konnte sich auch eine Gründung während der Regierungszeit des Kaisers Domitian 81–96 n. Chr. vorstellen. Bereits relativ früh in seiner Forschungsgeschichte wurde auf dem „Bürgfeld“ ein Ziegelstempel der Cohors III Thracum civium Romanorum equitata bis torquata („3. teilberittene Kohorte der Thraker römischen Bürgerrechts, zweimal mit Torques ausgezeichnet“) entdeckt der sich in Privatbesitz befand, 1977 folgte dann ein zweiter aus dem Vicusbereich. Schönberger konnte bei seinen Grabungen drei weitere Stempel desselben Typs dokumentieren, wobei einer im Kastellgraben aufgelesene wurde. Insgesamt zählte der Bestand an Ziegelstempeln der Thrakerkohorte aus Moos-Burgstall beim Abfassen von Schönbergers Bericht für 1982 sechs Stück. Christlein nahm an, dass die Thrakerkohorte, die erstmals um 90 n. Chr. sicher im Kastell Künzing nachgewiesen werden kann, möglicherweise zuvor in Moos-Burgstall stationiert gewesen ist.

### Umwehrung
Von der Holz-Erde-Anlage konnten lediglich noch die Schmalseiten mit einer Länge von rund 140 Metern rekonstruiert werden. Die Länge des Kastells bleibt aufgrund seiner Zerstörung unbekannt. Die Garnison war zumindest in dem untersuchbaren Bereich von einem noch fast neuen Meter breiten und fast vier Meter tiefen Spitzgraben umgeben. Die Umfassungsmauer ließ keinerlei Holzeinbauten erkennen. Schönberger vermutete daher, dass die Konstruktion der eigentlichen Umwehrung aus einem Murus caespiticius, einer Rasensodenmauer, bestanden hat, wie sie beispielsweise auch am Antoninuswall Verwendung fand und wie Schöninger selbst sie erstmals in Deutschland am Kastell Altenstadt nachweisen konnte. Das Material für den Murus caespiticius hätten die Erbauer problemlos aus der Isarniederung herbeischaffen können. Untersucht werden konnten die Pfostenstellungen des Südtores, des südöstlichen Eckturms sowie drei Zwischentürme. Die Umwehrung wies einwandfrei zwei Bauperioden auf, war also einmal repariert worden. Eine Luftaufnahme hatte 1979, vor der Ergrabungen des Südtores, eine zum Tor führende Straße preisgegeben, die sich während der Untersuchungen als bekieste Trasse darstellte. Die Pfosten des älteren Tores wurden gänzlich von den jüngeren überlagert, doch konnten sie im Profil eindeutig dokumentiert werden, da sie tiefer gründeten. Lediglich eine der älteren Pfostengruben war schon im Planum erkennbar, da sie etwas versetzt zur jüngeren Grube lag. Da sich in den Gruben der Periode 1 die eigentlichen Pfosten nicht erhalten hatten, scheinen sie vor der Errichtung des neuen Tores herausgezogen worden zu sein. Bemerkenswert war eine vollständig erhaltene flavische Bronzefibel, die offenbar während der Bauarbeiten zur jüngeren Toranlage in die Pfostengrube 118 auf der Fläche 11 geraten war. Aufgrund von Schönbergers Untersuchungen wir die Porta praetoria, das Haupttor des Kastells im Osten angenommen. Die Prätorialfront wäre somit zur Donau hin orientiert gewesen. Zu dieser Festlegung passt die Beobachtung, dass es auf der östlichen Lagerseite zwischen Haupttor und südöstlichem Eckturm offenbar lediglich einen einzigen Zwischenturm gegeben hat.

### Innenbebauung
Im Inneren des Kastells konnten noch Reste einer Streifenhausbebauung aus zwei einphasigen hölzernen Mannschaftsbaracken samt den hier unregelmäßig gestalteten Kopfbauten erfasst werden. Diese Feststellung einer einperiodigen Innenbebauung kann selbstverständlich nur für den noch untersuchbaren Teil des Kastells gelten. Die untersuchten Contubernien dieser beiden Baracken besaßen verschiedene Größen. Sie konnten rund 30,17 sowie 20,94 und 22,88 Quadratmeter umfassen. In den vorderen Räumen dieser Contubernien fanden sich langrechteckige Vorratsgruben, die ehemals wohl holzverschalt und oben abgedeckt waren. In dem rund 30,17 Quadratmeter großen Contubernium dürfte die lichte Weite des Vorraumes 4,15 × 3,55 Meter (14,73 Quadratmeter) und die des eigentlichen, hinteren Wohnbereichs 4,35 × 3,55 Meter (15,44 Quadratmeter) betragen haben. Zwischen den Längsseiten der beiden länglichen Baracken verlief eine rund vier Meter breite Straße. Die mit Wohnungen für die Unteroffiziere ausgestatteten Kopfbauten der Mannschaftsbaracken lagen im Süden und besaßen eine Länge von 15,50 Metern. Die Breite des westlichen Barackenkopfes wurde mit 11,15 Metern, die des östlichen mit 10,75 Metern eingemessen.

## Ende
Mit dem Bau des knapp 12,5 Kilometer entfernt liegenden Kastells von Künzing, das als Nachfolger von Moos-Burgstall gilt, wurde die hier eingesetzte Truppe mutmaßlich zumindest teilweise verlegt. Vielleicht können die auf dem Bürgfeld entdeckten Ziegelstempel eine Vexillation dieser Truppe in Moos-Burgstall bezeugen, bevor der Standort um 120 n. Chr. vollständig aufgegeben wurde. Schönberger mutmaßte, dass dieses Detachement zunächst noch am Platz verblieb, um nicht nur die Sicherung, sondern auch die Instandhaltung des Isarübergangs zu gewährleisten. Möglicherweise hängt die letztendliche Auflassung des Kastells mit der militärischen Verstärkung von Künzing zusammen.
Nach Aufgabe des Kastells entwickelte sich aus dem Lagerdorf (Vicus) eine größere Zivilsiedlung, deren Existenz durch Lesefunde erschlossen ist, auch ein Brandgräberfeld das bereits 1975 am Ostrand des Lagerdorfs angeschnitten wurde, ist bekannt. Die Siedlung wurde im 3. Jahrhundert zerstört und danach nicht wieder aufgebaut.

## Nachkastellzeitliche Entwicklung
In nachrömischer Zeit wurde die Lösshochfläche, auf der das Kastell stand, stark überformt und versteilt. Im Bereich der römischen Anlage entstand im Frühmittelalter eine ursprünglich wohl bogenförmigen Abschnittsbefestigung, die vermutlich im 10. Jahrhundert errichtet wurde und bis heute als „Burgstall“ in Erinnerung blieb. Von dieser Befestigung stammt die Abriegelung der östlichen Hügelflanke mit einem hohen Wall und vorgelagertem Graben. Der südliche Teil der frühmittelalterlichen Wall- und Grabenanlage wurde in neuerer Zeit durch eine tief in die Hangterrasse einschneidende Kiesgrube unbesehen vernichtet. Auch der westliche Abschnitt der steil abfallenden Terrasse wurde durch neuzeitlichen Kiesabbau verändert, indem er parallel zurückgesetzt wurde. Möglicherweise ging der heute noch sichtbaren frühmittelalterlichen Befestigung eine Vorgängeranlage voraus, da der Graben ein Gräberfeld des 7. Jahrhunderts überlagert. Diese Gräber gehörte zu einem von der Archäologin Uta von Freeden bearbeiteten Gräberfeld in dem teilweise unter Grabhügeln adelige Reiterkrieger mit Familien und Gefolge bestattet lagen, die wohl im Auftrag der baierischen Herzöge wichtige militärische Aufgaben erfüllten. Zu diesen frühmittelalterlichen Grablegen, bei denen die Kastellreste teilweise massiv überlagert und zerstört wurden, zählt auch die Bestattung eines awarischen Reiters aus dem 7. Jahrhundert. Die Abschnittsbefestigung sicherte wohl wie ehemals die römische Garnison den zu dieser Zeit noch an dieser Stelle existierenden Donauübergang.

## Denkmalschutz
Die erwähnten Anlagen sind als eingetragene Bodendenkmale im Sinne des Bayerischen Denkmalschutzgesetzes (BayDSchG) geschützt. Nachforschungen und gezieltes Sammeln von Funden sind erlaubnispflichtig, Zufallsfunde sind den Denkmalbehörden anzuzeigen.